# هاورد (داکوتای جنوبی)
هاورد(به انگلیسی: Howard) شهری در ایالت داکوتای جنوبی کشور ایالات متحده آمریکا است که جمعیت آن در سرشماری سال ۲۰۱۰ میلادی، ۸۵۸ نفر بوده‌است.